# San Benigno (Genua)

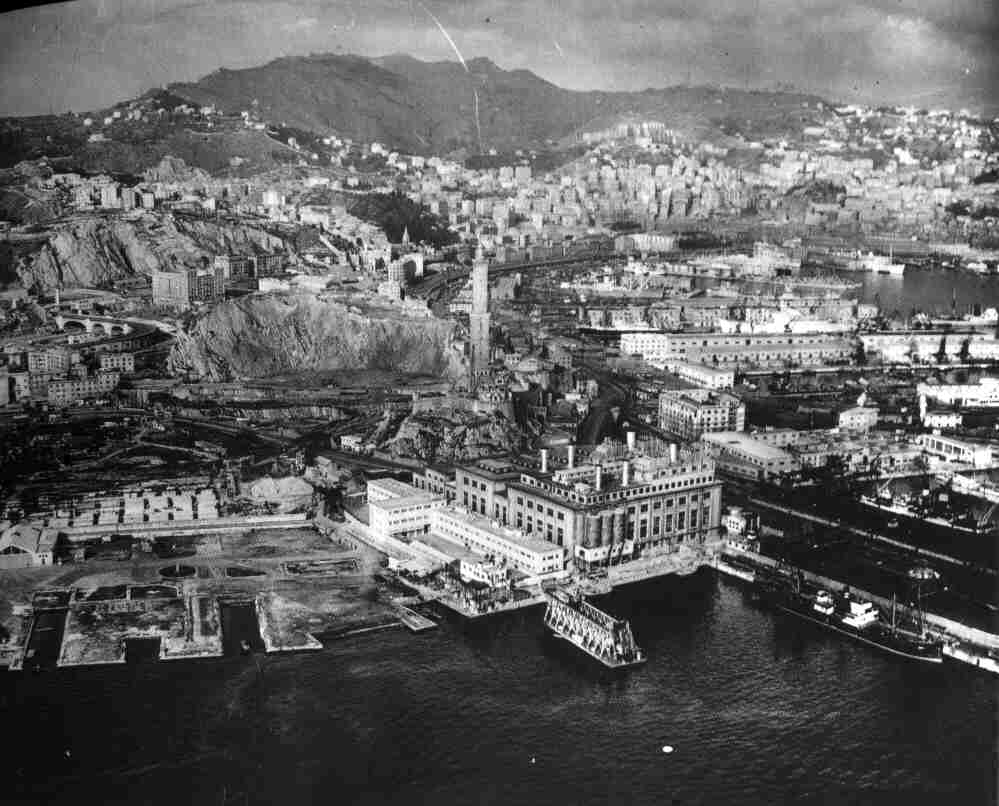
Historische Aufnahme der Zone des heutigen San Benignos

San Benigno ist ein modernes Verwaltungsviertel in der italienischen Hafenstadt Genua. Es wurde zwischen den 1980er und 1990er Jahren in einer an den Hafen Genua angrenzenden Zone errichtet. Zu den Wahrzeichen des Viertels zählen die Hochhäuser des World Trade Centers und des San Benigno Torre Nord.

## Verkehr
San Benigno verfügt über einen kleinen Bahnhof, den Bahnhof Genova Via di Francia, der jedoch nur in den Hauptverkehrszeiten bedient wird. Ebenfalls im Viertel liegen einige Endhaltestellen des städtischen Busunternehmens AMT.
Von größerer Bedeutung ist das in San Benigno befindliche Fährterminal, das vom Architekten Aldo Luigi Rizzo entworfen wurde. Von hier laufen Fähren in Richtung Süditalien, Sardinien, Spanien, Tunesien und Marokko ab.
Koordinaten: 44° 24′ 30,8″ N, 8° 54′ 12,2″ O